# Greyhound Australia
Greyhound Australia est une entreprise australienne de transport par bus à longue distance. Issue de la fusion de plusieurs sociétés, la plus ancienne fondée en 1905, elle a son siège à Eagle Farm, près de Brisbane, dans le Queensland. Elle transporte chaque année 1,3 million de passagers sur 29 millions de kilomètres.